# Austeria (film)
Austeria este un film polonez istoric din 1983 regizat de Jerzy Kawalerowicz. A fost scris de Kawalerowicz, Tadeusz Konwicki și Julian Stryjkowski.

## Prezentare
Povestea are loc în zilele de început ale Primului Război Mondial, în provincia austro-ungară Galiția.

## Distribuție
- Franciszek Pieczka - Tag
- Wojciech Pszoniak - Josele
- Jan Szurmiej - the cantor
- Ewa Domanska - Asia
- Wojciech Standello - the tzaddik
- Liliana Komorowska - Jewdocha
- Szymon Szurmiej - Wilf
- Gołda Tencer - Blanka
- Marek Wilk - Bum Kramer
- Gerard Ojeda - the Hungarian officer
- Zofia Saretok - the baroness
- Stanislaw Igar - Apfelgrun
- Feliks Szajnert - Gerson
- Mieczysław Bram - Wohl
- Jan Hencz - Pritsch